# نابا دل بارکو

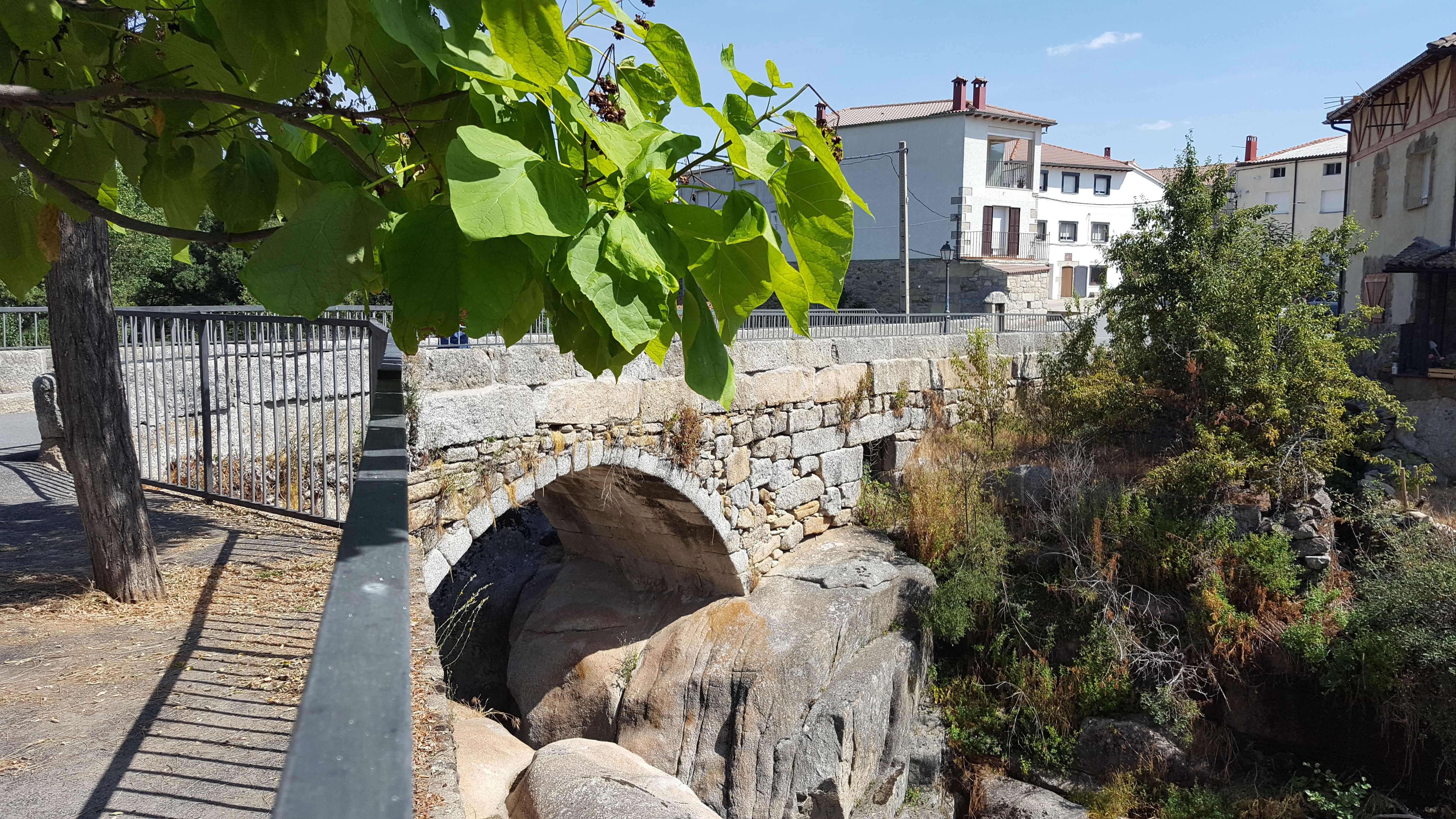
نمایی از نابا دل بارکو

نابا دل بارکو دهستانی در استان آبیلای اسپانیا است.
در این دهستان ۱۶۶ نفر زندگی می‌کنند. مساحت این دهستان ۲۹٫۲۶ کیلومتر مربع است.